# Barda (quận)
Barda (tiếng Azerbaijan:Bərdə) là một quận thuộc Azerbaijan. Dân số thời điểm năm 2012 là 129600 người.